# Mischief Brew
Mischief Brew was een Amerikaanse folkpunkband afkomstig uit Philadelphia, Pennsylvania. De band, die een sterke DIY-ethiek kende, speelde anarcho-punk met invloeden van een verscheidenheid aan stijlen, waaronder folk en swing. Mischief Brew werd opgericht door Erik Petersen als een solo-project, maar groeide uiteindelijk uit tot een volledige band.
Mischief Brew heeft diverse studioalbums en ep's uitgebracht via veel verschillende platenlabels, met name Art of the Underground, Gunner Records en Fistolo Records. Ter ondersteuning van deze platen toerde Mischief Brew uitgebreid door de Verenigde Staten en Europa. Live speelde de band met vier of vijf personen en werd er gebruik gemaakt van diverse instrumenten, waaronder verscheidene percussie-instrumenten, trompet, accordeon, viool, mandoline en vibrafoon.

## Geschiedenis
Mischief Brew werd opgericht nadat de vorige band van Petersen, The Orphans, in 2000 uit elkaar ging. Aanvankelijk bestond Mischief Brew alleen uit Petersen met een akoestische gitaar of mandoline. In 2003 bracht Petersen het splitalbum Bellingham & Philadelphia samen met Robert Blake, alsook de ep Bakenal. Na een uitgebreide akoestische tournee voor het promoten van de eerste twee uitgaves bracht Petersen de eerste formatie van Mischief Brew bijeen: drummer Chris "Doc" Kulp (van Red Devil) en basgitarist Sean "Shantz" Yantz (van Evil Robot Us en Abusing the Word). In 2005 bracht Petersen zijn debuutalbum Smash the Windows uit met muzikale bijdrages van artiesten van de bands Leftöver Crack, World/Inferno Friendship Society en Guignol. Aan dit album kwam meer experimentele muziek te pas, waar werd gewerkt met invloeden uit stijlen variërend van zigeuner-folk tot swing.
Het tweede studioalbum was getiteld Songs from Under the Sink, wat bestond uit een verzameling nummers die waren geschreven tussen 1997 en 2002 en die Petersens anarchistische overtuigingen meer benadrukt dan zijn voorgaande muziek. Yantz verliet de band kort nadat Songs from Under the Sink werd uitgebracht, en werd voor een paar shows vervangen door Kevin Holland en later door Shawn St. Clair (van Endless Nightmare, Lost Cause, Stations, the Bad Dudes en Wrought With Sickness), die basgitaar speelt.
Erik Petersen overleed op 14 juli 2016. Mischief Brew was actief tot zijn plotselinge overlijden, waarna de band werd opgeheven door de overgebleven leden.

## Discografie
Studioalbums
- Smash the Windows (2005)
- Songs from Under the Sink (2006)
- Photographs from the Shoebox (2008, splitalbum met Joe Jack Talcum)
- Fight Dirty (2009, splitalbum met Guignol)
- The Stone Operation (2011)
- This is Not for Children (2015)